# Joves de Mallorca per la Llengua
Joves de Mallorca per la Llengua és una institució cívica i cultural juvenil amb una notable influència a Mallorca pel que fa a la promoció de la llengua catalana, la cultura i la identitat pròpia de l'illa. Les seves activitats estan desenvolupades íntegrament per joves i per a joves, des del seu funcionament com entitat fins a la realització del seu calendari d'activitats al llarg de tot l'any.
Actualment, a part de la seva tasca, ostenta la presidència del Consell de Joventut de les Illes Balears. A partir de novembre de 2016, la seu de l'entitat se situa a Ca n'Alcover, a Palma, la residència del poeta Joan Alcover reconvertida en museu i centre cultural. L'any 2024, Joves per la Llengua celebrà el seu 30è aniversari amb una edició especial del Correllengua a les quatre illes.

## Història
L'entitat va néixer l'1 de juliol de 1994, promoguda per Tomeu Martí i Pere Muñoz, com a resultat de l'agrupació de quaranta entitats juvenils d'arreu de Mallorca. La plataforma tenia l'objectiu que es pogués viure plenament en català i que aquest fou assumit per la societat civil com la llengua pròpia de l'illa, sempre des d'un enfocament participatiu, amb diversió i amb un esperit reivindicatiu.
Conformaven la plataforma diverses associacions culturals, organitzacions estudiantils, joventuts de sindicats, fins a entitats d'esplai i lleure. Després de 1994, l'entitat es va consolidar i va agafar un rumb diferent en desvincular-se de tota entitat per a adquirir personalitat pròpia. Així, aviat passà a constituir una associació independent de gent d'orígens socials i culturals diversos reivindicativa i socialitzadora, i de seguida es va convertir en un dels principals moviments en defensa de la llengua a Mallorca: «l'Associació Joves de Mallorca per la Llengua […] juntament amb l'Obra Cultural Balear (OCB), han estat referents clau en les mobilitzacions populars a favor de la llengua durant aquests darrers anys».
L'entitat es regeix per una Comissió Permanent que reuneix setmanalment tots els voluntaris. Mitjançant assemblea es decideixen les accions a emprendre i s'organitza la feina futura. Les reunions són obertes a tothom que col·labori amb l'entitat.

## Activitats

### Normalització de la llengua
Les primeres campanyes voltaven entorn de la normalització del català en el món comercial, com en la campanya «Volem comprar en català», per la qual feren accions de protesta a empreses com Pryca, SYP o McDonald's. Altres campanyes foren a favor de l'etiquetatge en català, de l'oficialitat del català a la Unió Europea durant un a un viatge al Parlament Europeu el 2000, del cinema en català, i de la normalització en àmbits tan complexos com la justícia o les forces de seguretat. Joves per la Llengua també van actuar contra el projecte del Partit Popular de castellanitzar la toponímia illenca i, finalment, promouen la música i la cultura catalanes i modernes, editen postals amb vocabulari bàsic per repartir-los entre el turisme.

### Concurs de Música Jove
De 2002 a 2008 van organitzar sis edicions d'un concurs per tal d'enganxar les joves. Els premiats va ser:
- 2002: Ké Regae Ska
- 2003: Matràs
- 2004: Es Reboster
- 2005: Grollers de sa Factoria
- 2007: Musnok[9]
- 2008: Barrumbada[10]

### Rock'n'Llengua
Un gran concert de rock amb grups punters del panorama en català que se sol fer pel mes d'octubre de cada any amb la reivindicació de pal·liar la manca d'oferta musical en català a les Illes. L'impuls donat al Rock'n'Llengua permet realitzar un gran concert de rock amb grups punters del panorama musical en català. Durant aquesta època, també es duia endavant un programa de ràdio a SisRàdio, cada dijous a les 17.00 hores. Es parlava de l'actualitat musical, els nous grups, les notícies i tot el que estigui relacionat amb l'ús de la llengua catalana a la música. L'espai s'emetia a la ràdio engegada per l'OCB, Som i Serem Ràdio.

### Desmuntant Joves
El dia 29 de setembre de 2016, Joves de Mallorca per Llengua comença a emetre un nou programa de ràdio anomenat "Desmuntat Joves", d'una hora setmanal, els dijous de 20:00 a 21:00 hores. El programa fa un repàs per les efemèrides, activitats culturals, pròximes activitats de l'entitat i dedica cançons als oients que els les demanen a través de les xarxes socials. El programa setmanal s'emet a la ràdio Ona Mediterrània, que pertany a l'Associació Ona Mediterrània (Palma).
La campanya 2015 - 2016, "enFilam Mallorca", suposa la reactivació d'una entitat que ha estat al capdavant de la lluita pels drets del català a Mallorca. Entre els anys 2014 - 2016, la major part de les entitats mallorquines que movien els fils de l'activisme per la llengua, la cultura i la dignificació de Mallorca, van veure menguat el nombre d'activitats de caràcter social, reivindicatiu o polític, així com un tall del fluxe de gent que s'adheria a les associacions, entitats juvenils, assemblees i altres moviments socials, per motius diversos. Aquests motius van des del canvi de Govern que ha suposat l'entrada de l'esquerra al poder, fins a la situació que provocà l'antic Govern amb retallades als programes de normalització, integració i promoció de la cultura i la llengua.

### Treu la llengua
El Treu la Llengua és una activitat que va néixer el 2018 i que consisteix en una diada d’activitats lúdiques per a promoure l’ús del català, especialment entre els joves. Al llarg de tot l’horabaixa s'organitzen diversos tallers i espectacles que acaben amb un gran concert el vespre. Se n’han fet quatre edicions amb participació d'artistes d'arreu dels Països Catalans, a Sant Jordi (2018), Maria de la Salut (2019), Bunyola (2021) i Inca (2022), aquest darrer exclusivament amb artistes mallorquins.
A més, des de 2021 s'han organitzat altres Treu la Llengua arreu de les Illes Balears, i durant dos estius consecutius s'ha celebrat a Mallorca, a Menorca, a Eivissa i a Formentera.

### Correllengua
El Correllengua és una gran cursa popular no competitiva que involucra la gran majoria dels pobles de l'illa. Els corredors es desplacen entre els nuclis portant una flama encesa, que parteix del santuari de Lluc, entesa com a símbol de la vitalitat de la llengua catalana. Al final de cada tram, en arribar a cadascun dels pobles que conformen el recorregut, una representació local llegeix un manifest que insta les institucions locals, autonòmiques o estatals a prendre mesures a favor de l'ús del català.
El Correllengua té els antecedents en la Korrika del País Basc, una celebració que aglutina milers de persones. La primera edició celebrada a Mallorca tengué lloc el 1995 i es va repetir els anys 1996, 1999, 2003, 2007, 2010 i 2013 —anys en què no se celebrava l'Acampallengua. El gran èxit de la primera edició del Correllengua de Mallorca va animar Acció Cultural del País Valencià i la Coordinadora d'Associacions per la Llengua Catalana a fer el Correllengua a la resta dels Països Catalans.
L'any 2022, després de gairebé un dècada sense celebrar-se, Joves de Mallorca per la Llengua emprengué novament la iniciativa amb una nova edició que comptà amb una participació de devers 5.000 persones i que involucrà gran part de la geografia illenca.

### Acampallengua
L'Acampallengua és una multitudinària trobada de joves d'arreu del territori que es duia a terme durant un cap de setmana de maig a Mallorca. Combina xerrades, tallers i manifestacions de cultura popular diverses amb una trobada d'entitats i un gran concert de música en català el vespre del primer dia com a acte principal.
L'objectiu era mobilitzar un gran nombre de persones, de diitints orígens socials i culturals, que s'implicaren en la defensa de la llengua i la cultura catalana. Durant el primer cicle d'aquest esdeveniment se'n celebraren successives edicions a Inca (1997), Santa Ponça (1998), Alcúdia (2000), Felanitx (2001), Binissalem (2002), Pollença (2004), Porreres (2005), Esporles (2006), Son Servera (2008), Sa Pobla (2009), Campos (2011) i Manacor (2012). Arran de l'èxit de la recuperació del Correllengua, durant el primer cap de setmana de maig de l'any 2023 es reprengué la iniciativa amb una nova edició de l'Acampallengua a Sa Pobla. Aquesta edició, que culminà amb un multitudinari concert d'Antònia Font, comptà amb la participació de devers 7.000 persones.

### Altres activitats
A part dels grans esdeveniments periòdics abans referits, que han anat evolucionant amb el temps, Joves de Mallorca per la Llengua realitza de forma quotidiana esforços per a normalitzar la llengua catalana en tots els àmbits. Entre les activitats més destacables, cal indicar les xerrades formatives als instituts de Mallorca en matèria sociolingüística, la celebració de concursos literaris en català adreçats a joves o una forta presència a les xarxes socials a internet, que funcionen com a mecanisme tant de divulgació com de pressió en cas de vulneracions dels drets lingüístics dels catalanoparlants.

## Reconeixements
El 2009, el Consell Insular de Mallorca, li concedí el Premi Jaume II. El decret motiva el premi «com a reconeixement a una tasca continuada de més de quinze anys sensibilitzant, implicant i mobilitzant sobretot el col·lectiu jove en el procés de normalització lingüística. La seva labor i el compromís cívic i cultural són un punt de referència entre els joves mallorquins i un element particularment enriquidor del teixit associatiu juvenil de l'illa».
L'any 2016, Joves de Mallorca per la Llengua va rebre el Premi Sinofós 2016 a la Palma MÉS inclusiva, un reconeixement per part de la coalició política MÉS. L'entitat recollí la teula commemorativa a l'acte d'entrega dels premis. La regidora Helena Paquier fou l'encarregada de lliurar el premi a l'entitat.